# Francis S. White

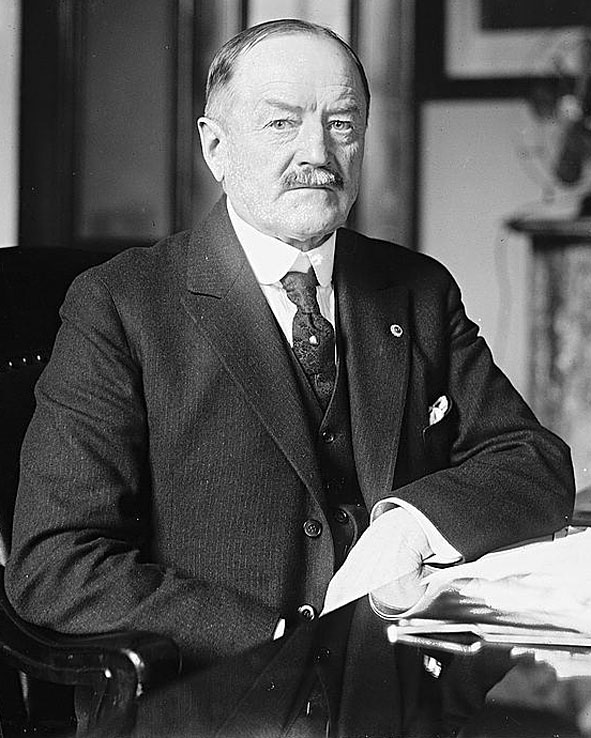
Francis S. White (1921)

Francis Shelley „Frank“ White (* 13. März 1847 in Prairie Point, Noxubee County, Mississippi; † 1. August 1922 in Birmingham, Alabama) war ein US-amerikanischer Politiker (Demokratische Partei), der den Bundesstaat Alabama im US-Senat vertrat.
Francis White besuchte die öffentlichen Schulen, erhielt aber auch Privatunterricht. Nach dem Ausbruch des Bürgerkrieges schloss er sich der Konföderiertenarmee an und diente im Rang eines Private. Er betätigte sich nach Kriegsende bis 1868 in der Landwirtschaft; danach studierte er die Rechtswissenschaften, wurde 1869 in die Anwaltskammer aufgenommen und begann in West Point als Jurist zu praktizieren.
Whites politische Laufbahn begann 1875 mit der Mitgliedschaft im Repräsentantenhaus von Mississippi, dem er zwischen 1882 und 1883 noch einmal angehörte. Im Jahr 1886 ließ er sich als Anwalt in Birmingham (Alabama) nieder. Nach dem Tod von US-Senator Joseph F. Johnston am 8. August 1913 wurde White als dessen Nachfolger in den Kongress gewählt, dem er vom 11. Mai 1914 bis zum 3. Mai 1915 angehörte. Während dieser Zeit stand er unter anderem dem Committee on Revolutionary Claims vor. Zur regulären Wahl trat er nicht an; sein Nachfolger wurde Oscar Underwood.
In der Folge arbeitete White wieder als Anwalt in Birmingham, wo er im August 1922 starb. Er wurde auf dem Elmwood Cemetery beigesetzt.